# El Serral (el Pla del Penedès)
El Serral és una muntanya de 230 metres que es troba al municipi del Pla del Penedès, a la comarca catalana de l'Alt Penedès.